# 邁恩里德

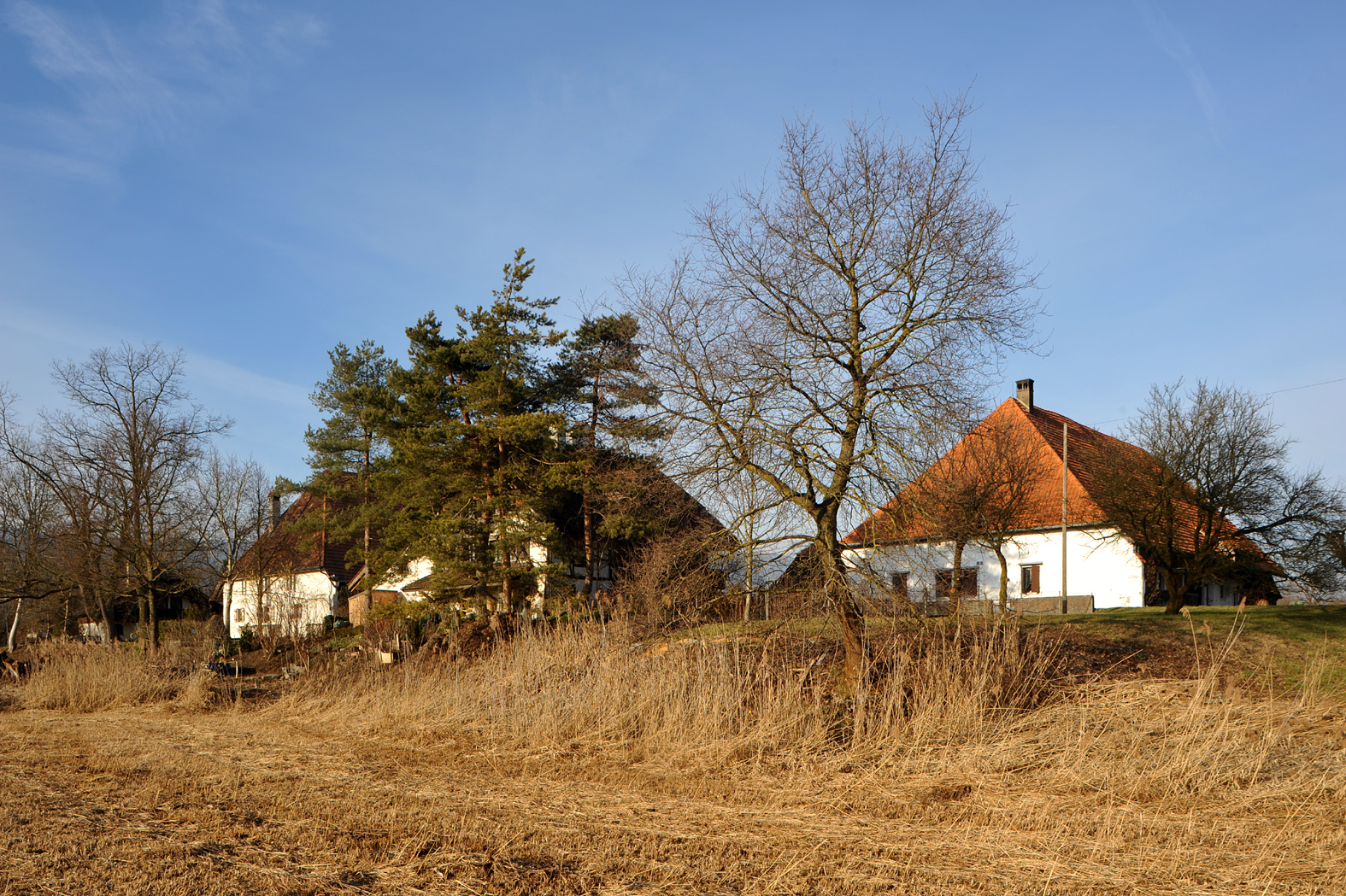

邁恩里德是瑞士的城鎮，位於該國中西部，由伯恩州負責管轄，面積.66平方公里，海拔高度430米，2011年人口55，八成人口信奉基督教，人口密度每平方公里83人。